# إريك أوليفييه
اريك أوليفييه (بالإنجليزية: Eric Olivier)‏ هو لاعب كريكت ولاعب كرة قدم جنوب أفريقي، ولد في 24 نوفمبر 1888 في Oudtshoorn ‏ في جنوب أفريقيا، وتوفي في 1 يونيو 1925 في كيب تاون في جنوب أفريقيا. لعب مع نادي مقاطعة هامبشاير للكريكت ‏.

## وصلات خارجية
- اريك أوليفييه على موقع إي آس بي آن كريك إنفو (الإنجليزية)